# Kelvinbridge Parish Church

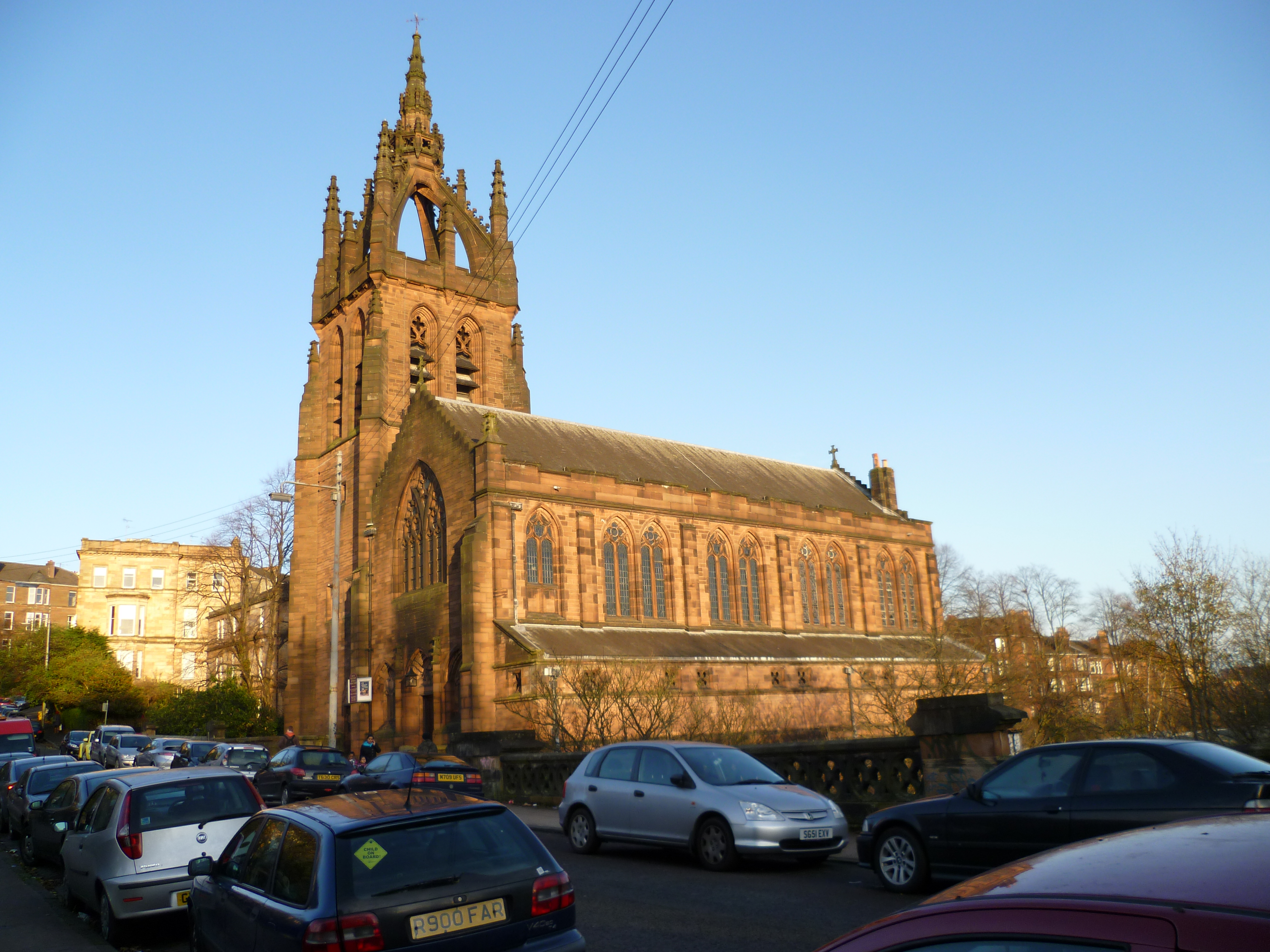
Kelvinbridge Parish Church

Die Kelvinbridge Parish Church, ehemals Kelvin Stevenson Memorial Church und Nathanial Stevenson Memorial Free Church, ist eine Pfarrkirche der presbyterianischen Church of Scotland in der schottischen Stadt Glasgow. 1970 wurde das Bauwerk in die schottischen Denkmallisten in der höchsten Denkmalkategorie A aufgenommen.

## Geschichte
1898 präsentierte der schottische Architekt John James Stevenson den Entwurf des Kirchenneubaus. Bis 1902 wurde das Gebäude dann für die United Free Church of Scotland als Nathanial Stevenson Memorial Free Church erbaut. Durch die Fusion 1929 gelangte das Gebäude von der Free Church zur Church of Scotland. Im Laufe der Jahrzehnte folgte die Zusammenlegung mehrerer Kirchengemeinde; zuletzt 2013 mit der nahegelegenen Lansdowne Parish Church, die damit obsolet wurde.

## Beschreibung
Das Gebäude steht an der Garriochmill Road im westlichen Glasgower Distrikt North Kelvinside. Die neogotische Kirche ist in die steile Uferböschung am linken Kelvin-Ufer gebaut. Ihr Mauerwerk, das im unteren Bereich bossiert ist, besteht aus rotem Sandstein. An der Nordwestseite ist dem Langhaus ein markanter Glockenturm mit quadratischem Grundriss vorgelagert. Er ist mit Maßwerken und Spitzbogenfenstern ausgestaltet. Entlang der Kanten ziehen sich wuchtige Strebepfeiler, die in Fialen auslaufen. Es sitzt eine Krone aus vier Strebewerken mit Fialen auf.
An der danebenliegenden Giebelseite befindet sich das spitzbögige, zweiflüglige Hauptportal. Kleine Spitzbogenmaßwerke flankieren das Portal. Darüber ist ein großes Maßwerk in das Mauerwerk eingelassen. Auf dem Staffelgiebel sitzt ein kleines Kreuz auf. An der gegenüberliegenden Seite tritt eine kurze abgekantete Apsis heraus, die im Stile der englischen gotischen Architektur des 14. Jahrhunderts ausgestaltet ist. Das Langhaus ist fünf Achsen weit. Pilaster flankieren die Spitzbogenfenster. Darunter verläuft ein flaches Seitenschiff. Eine Brüstung aus Blendzinnen schließt die Fassade ab. An der Nordseite treten drei Giebel mit runden Maßwerken heraus.